# Cryphia postochrea
Cryphia postochrea là một loài bướm đêm trong họ Noctuidae.